# Maurice Chevalier chante ses derniers succès
Albums de Maurice Chevalier
Maurice Chevalier Returns
(1947) Rendez-vous à Paris avec Maurice Chevalier N°1
(1954)

Maurice Chevalier chante ses derniers succès est le premier 33 tours de Maurice Chevalier. Il a été publié en 1952. Il a écrit les paroles de Vieux cabot et a participé à l'écriture des chansons Paris a ses 2000 ans et Peintre en bâtiment. L'objet est une reprise de la chanson The Thing de Phil Harris, adaptée en français par Charles Aznavour.

## Liste des chansons
| No | Titre                   | Auteur                                             | Durée |
| -- | ----------------------- | -------------------------------------------------- | ----- |
| 1. | Paris je t'aime d'amour | Victor Schertzinger, Jacques Battaille-Henri       | 2:41  |
| 2. | L'objet                 | Charles Randolph Grean, Charles Aznavour           | 2:32  |
| 3. | Vieux cabot             | Maurice Chevalier, Fred Freed                      | 5:37  |
| 4. | Paris a ses 2000 ans    | Maurice Chevalier, Albert Willemetz, Francis Lopez | 2:23  |
| 5. | Peintre en bâtiment     | Maurice Chevalier, Maurice Vandair, Fred Freed     | 3:51  |
| 6. | Trinque, trinque        | Jimmie Davis, Francis Lemarque                     | 2:34  |
| 7. | Mais qui est-ce ?       | Francis Lemarque, Jean Wiener                      | 2:52  |
| 8. | À la française          | Jack Ledru, Marc Fontenoy                          | 2:41  |